# دوربین بدون آینه

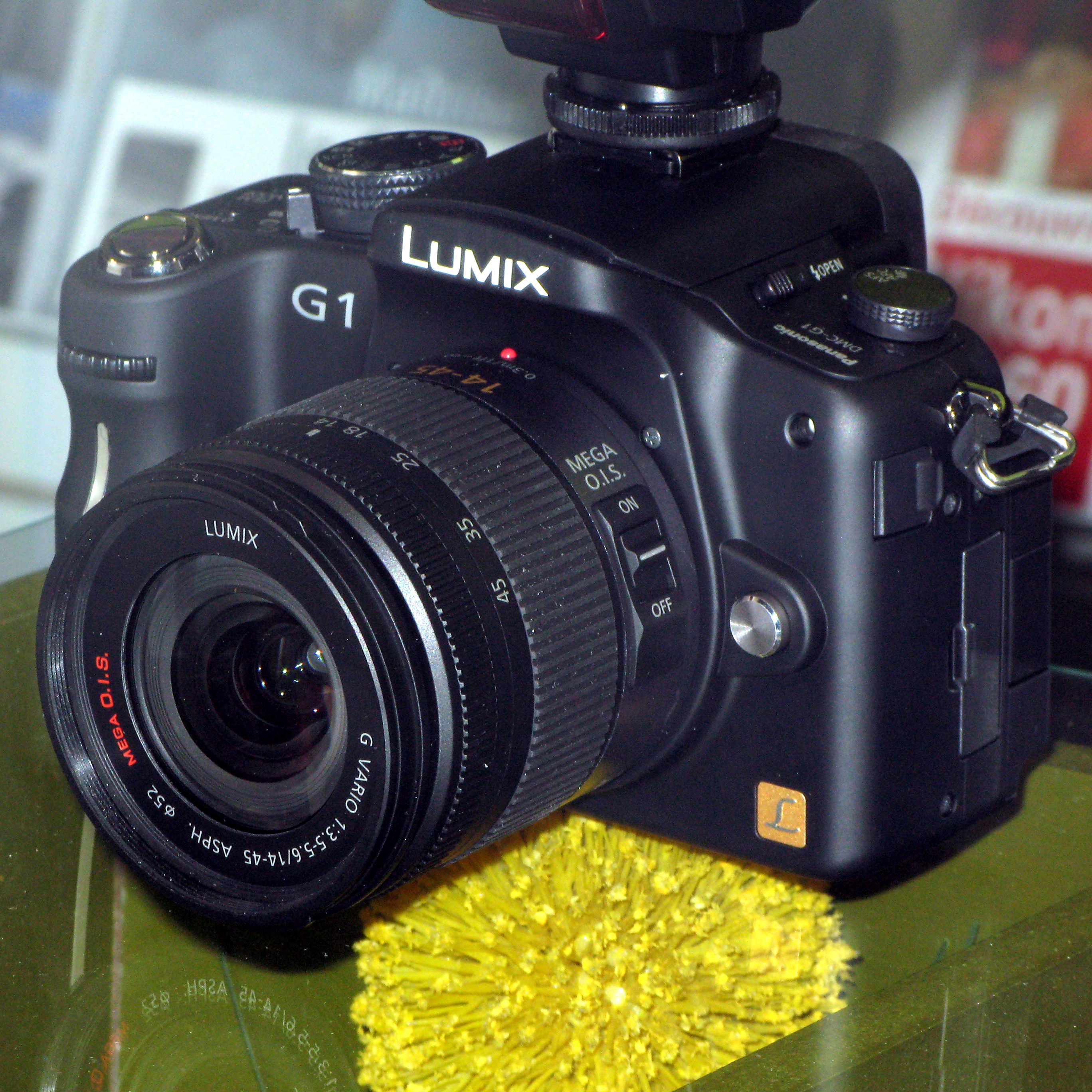
اولین دوربین دیجیتال بدون آینه با قابلیت تعویض لنز (MILC) بود که به استاندارد طراحی سیستم Micro Four Thirds پیوست.

دوربین بدون آینه گونه‌ای از دوربین‌های دیجیتال است که برخلاف دوربین تک‌لنزی بازتابی (SLR)، فاقد آینه و نمایاب اپتیکال یا نوری است. در این دوربین‌ها نمای مقابل به‌صورت الکترونیکی از روی حسگر دوربین خوانده و روی نمایشگر ال‌سی‌دی آن نقش می‌بندند و در بعضی از مدل‌ها یک نمایاب یا چشمی الکترونیکی نیز در نظر گرفته می‌شود که در واقع جایگزینی برای نمایاب نوری است. این درحالی است که در ساختار داخلی دوربین تک‌لنزی بازتابی (SLR) یک آینه وجود دارد و نمای مقابل را از دریچه لنز به نمایاب یا چشمی دوربین منعکس می‌کند. به همین علت، یعنی به‌علت وجود آینه داخلی، دوربین‌های DSLR در مقایسه با دوربین‌های بدون‌آینه بزرگ‌تر هستند.
دوربین‌های عکاسی بدون آینه با نام دوربین‌های میرور لس (Mirror Less) یا میکرو سه چهارم نیز نامیده می‌شوند.
کیفیت و انعطاف دو فاکتور و دلیل اساسی برای استفاده از این دو نوع دوربین توسط عکاسان حرفه ای می‌باشد. دوربینهای بدون آینه و DSLR از نظر مشخصات، قابلیت‌ها و الگوریتم‌های پردازش تصویر تفاوتهای زیادی دارند. قابلیت تعویض لنز یکی از وجوه تمایز این دوربینها از دوربینهای معمولی است که برای اهداف مختلف تطبیق پذیر می‌شوند.
در دوربینهای DSLR یک آینه با زاویه ۴۵ درجه وجود دارد که نور را در ابتدا به چشمی آینه یا ویزور منتقل می‌کند و پس از تنظیم صحنه با فشردن دکمه شاتر آینه به سمت بالا حکت می‌کند و نور به حسگر برخورد می‌کند و تصویر بر روی آن ایجاد می‌گردد. در دوربینهای بدون آینه، این آینه حذف شده‌است و نور مستقیماً به حسگر می‌رسد.
در دوربینهای بدون آینه چشمی یا ویزور حذف شده‌است و تصویر به صورت دیجیتالی در نمایشگر پشت دوربین نمایش داده می‌شود. در برخی از مدلهای بدون آینه یک نمایشگر ثانویه به عنوان چشمی الکتریکی ایجاد شده‌است که می‌توان با قرار دادن چشم خود در آن محل، منظره را مشاهده کرد.
دوربین‌های عکاسی بدون آینه با نام دوربین‌های میکرو سه چهارم نیز نامیده می‌شوند.

## تاریخچه تولید دوربین‌های بدون آینه
ایده ساخت دوربینهای بدون آینه یا همان میکرو چهارسوم، از سالیان آغازین هزاره سوم به ذهن ژاپنی‌ها رسید تا اینکه در سال ۲۰۰۸ شرکت‌های پاناسونیک و المپوس با معرفی دوربین‌های DMC-G1 و PEN E-P1 رسماً با په دنیای میرورلس‌ها گذاشتند. شاید در آن سالها این کمپانی‌ها بر بدون آینه بودن این دوربین‌ها تمرکز نداشتند بلکه این دو سازنده دوربین می‌خواستند یک مانت جدید را معرفی کنند و مشتریان کنونی فرمت چهار سوم را هم آزرده‌خاطر نسازند، اما نهایتاً مسیر صنعت عکاسی را تغییر دادند.
سبکی و جمع و‌جور بودن این دوربین ها یکی از
بزرگترین مزیت های این نسل بود که باعث شد با سرعت زیادی تولید مدلهای جدید دوربین های بدون آینه صورت پذیرد.در ادامه شرکت هایCanon,Nicon و Foji و Sony نیز برای اینکه از قافله عقب نمانند، اقدام به تولید سری‌های مختلف دوربین‌های میرورلس نمودند که در جدول شماره ۲ مشاهده می‌کنید. این کمپانی‌ها هرساله در کنار گسترش سری‌های DSLR خود، دوربین‌های بدون آینه خود را نیز معرفی می‌نمایند.